# Pierre-Henri Seignette
Pierre-Henri Seignette est un juriste, numismate, météorologue et homme politique français né le 4 janvier 1735 à La Rochelle et décédé le 19 novembre 1807.

## Biographie
Petit-fils de Pierre Seignette, Pierre-Henri Seignette est le fils du maire Pierre-Samuel Seignette et de Jeanne Marie Anne Belin. Il épouse la fille d'Étienne Ranjard.
Après ses études de droit à Poitiers, il se fait recevoir avocat au parlement de Paris. Assesseur en la maréchaussée de La Rochelle en 1766, il occupe ensuite les fonctions de lieutenant-particulier assesseur-criminel au présidial de la ville. Sa préférence se porte cependant sur la numismatique, l'histoire naturelle et la physique. Grand collectionneur et amateur éclairé en numismatique, il succède à Clément Lafaille en tant que secrétaire de l'Académie des belles-lettres, sciences et arts de La Rochelle à partir de 1770. Il participe aux expériences faites à l'égard du thermomètre de Crest et seconde Walsh, de la Royal Society, venu exprès à La Rochelle pour des expériences sur les propriétés électriques de la torpille. Ces travaux reçurent un tel écho dans le monde savant que Seignette dut renouveler ces expériences devant l'empereur Joseph II en visite en France en 1777. Il est également l'auteur d'observations sur les hauteurs des marées et membre de la Société météorologique de Mannheim.
En 1771, il devient maire de La Rochelle, fonctions qu'il assure jusqu'en 1776. Il est trésorier, secrétaire perpétuel puis directeur de l'Académie des belles-lettres, sciences et arts de La Rochelle en 1786.
Président du tribunal du district de La Rochelle, il connaît la prison et échappe à la guillotine sous la Révolution. Juge et président du tribunal de cassation, y recevant Napoléon Bonaparte, il est, sous le Consulat, président du Tribunal de révision de Trèves, puis de la Cour de cassation jusqu'à sa mort.
Il est fait chevalier de la Légion d'honneur en 1804.

## Sources
- Pierre-Damien Rainguet, Biographie saintongeaise, 1851
- Jean Torlais, L'Académie de La Rochelle et la diffusion des sciences au XVIIIe siècle, Revue d'histoire des sciences et de leurs applications, 1959 (vol. 12), n°12-2, p. 111-125